# ココ・クリスプ
コベリ・ロイス・クリスプ（Covelli Loyce Crisp, 1979年11月1日 - ）は、アメリカ合衆国カリフォルニア州ロサンゼルス出身の元プロ野球選手（外野手）、野球指導者、野球解説者。右投両打。

## 経歴

### プロ入りとカージナルス傘下時代
1999年のMLBドラフト7巡目（全体222位）でセントルイス・カージナルスから指名を受け、6月7日に選手契約を結んだ。入団後、マイナーリーグ（ルーキー級）のリーグの1つであるアパラチアンリーグのジョンソンシティ・カージナルスに所属し、65試合に出場。打率.258・3本塁打・22打点という打撃成績を残したほか、出場試合数の約半数となる27盗塁を決め、快足を発揮した。守備面では当時は二塁手であり、64試合で二塁守備に就いたが、24失策・守備率.912という成績に終わり、拙守を露呈した。
2000年はまず、ニューヨーク・ペンリーグ（A-級）のニュージャージー・カージナルスでプレー。36試合に出場して、打率こそ.239と低く本塁打もなかったものの、25盗塁を決めた。守備面では、同年から本格的に外野にコンバートされ、左翼手で29試合、中堅手で1試合守りに就いた。計30試合の外野守備は、1失策と無難にこなした。後にミッドウェストリーグ（A級）のピオリア・チーフスに昇格し、27試合に出場。打率が.276まで上昇したが、盗塁の生産ペースはダウンして7盗塁に終わった。チーフスでも左翼手として起用され、22試合の守りで無失策と引き続き安定していた。2チームの通算成績は打率.254・21打点という内容であり、盗塁は32だった。
2001年は、カロライナリーグ（A + 級）のポトマック・キャノンズにコマを進め、左翼手のレギュラーとして139試合に出場した。まず打撃面では、打率.306・11本塁打・47打点という好成績をマークし、ミート力とパワーを発揮した。走塁面では39盗塁を決めたものの、失敗も21と多かった。守備ではレフトのほか、センターも守ったが、計137試合の外野守備で5失策と、やや精彩を欠いた。
2002年は、イースタンリーグ（AA級）のニューヘブン・レイブンズでプレーし、89試合に出場して打率.301・9本塁打・47打点・26盗塁（盗塁成功率72％）という好成績を残した。

### インディアンス時代
2002年8月7日、当時のクリーブランド・インディアンスの主力先発投手だったチャック・フィンリーが絡むトレードが7月19日に成立しており、その後日発表選手としてインディアンスに移籍した。尚、先に移籍していたのは、後に楽天でプレーするルイス・ガルシアだった。インディアンス加入後、メジャーデビューを果たし、最終的には32試合に出場して打率.260・1本塁打・9打点・4盗塁という成績を残した。守備では31試合で中堅手を、2試合で左翼手を守る機会を得て、1失策・守備率.988という成績だった。
2003年は、開幕をマイナーリーグで迎えた。マイナーではAAA級・インターナショナルリーグのバッファロー・バイソンズに所属し、56試合で打率.360・20盗塁という好成績をマーク。この活躍ぶりにより、6月再びメジャー昇格を果たした。昇格後はリードオフマンとして起用される機会が多く、99試合に出場して打率.266・3本塁打・27打点という打撃成績を残した。自慢の走力も早速発揮し、6三塁打・15盗塁を記録した。守備では、中堅手ないし左翼手で起用され、計90試合の外野守備で1失策・守備率.995・DRS + 5という好成績をマークした。
2004年、前年と同様にポジションは固定されなかったが、139試合に出場して規定打席に到達し、打率.297・15本塁打・71打点という素晴らしい成績を残した。走塁面では、ピッチャーのモーションを盗むのが未熟であった為、20盗塁を決めた一方で13盗塁死を喫し、成功率は61％止まりだった。守備では、センターを守った94試合で4失策・守備率.981・DRS - 1とやや低調だったが、左翼手を守った37試合では無失策・DRS + 8を記録。フェンス際でのホームランキャッチも多く、攻守に大ブレイクを果たしたシーズンとなった。
2005年は「2番・左翼手」で固定されて使われるようになった。この年は145試合に出場し、打撃面で更なる飛躍を遂げた。打率.300・16本塁打・69打点・OPS0.810という好成績をマーク、打率.300とOPS0.800のラインをクリアしたのは初めてだった。また、長打力も向上し、ア・リーグ5位となる42二塁打を放った。守備力の高さも相変わらずであり、138試合で左翼手、10試合で中堅手を守る機会を得て、通算DRS + 11という好数値だった。

### レッドソックス時代
2006年1月27日、ギレルモ・モタ、アンディ・マルテ、ケリー・ショパックと後日指名されたランディ・ニューサム（マイナー選手）とのトレードにより、ジョシュ・バード、デビッド・リスキーと共にボストン・レッドソックスに移籍した。レッドソックスでは、ニューヨーク・ヤンキースに移籍したジョニー・デイモンの穴埋めとなる事を期待されたが、4月8日の対ボルチモア・オリオールズ戦で左手の人差し指を骨折し、故障者リスト入りを余儀なくされた。更に復帰後も痛みが引かなかった為、105試合の出場に留まり打率.264・8本塁打・36打点という低調な成績に終わった。だが走塁面では、自己ベスト (当時) の22盗塁を決めて成功率も85％という高率だった。守備は打撃と同じく精彩を欠き、103試合でセンターを守って失策こそ1つだけだったが、DRSは - 6まで低下した。9月に入り、負傷した左手人差し指の手術を受けた。
2007年は、戦線離脱する事なく145試合に出場し、2年ぶりに規定打席に到達した。しかし、打率.268・6本塁打・60打点という成績に終わり、インディアンス時代の打撃復活はならなかった。盗塁は28まで増え、成功率も2年連続で80％を超えた。守備面では、二塁打になりそうな打球を度々キャッチするなど守備範囲の広さを存分に発揮し、144試合のセンター守備で僅か1失策・守備率.998・DRS + 15という素晴らしい成績を残した。
2008年はジャコビー・エルズベリーの台頭により出番が減少した。6月4日の対タンパベイ・レイズ戦にて、岩村明憲に対して危険な滑り込みを仕掛けた。その報復的措置として、翌5日の試合ではジェームズ・シールズから死球を受けたが、これに激昂して3名が退場処分を受ける大乱闘が勃発した。この乱闘で、前日に危険行為を仕掛けた岩村からパンチを数発食らった。シーズン全体では、118試合に出場して打率.283を記録し、過去2シーズン連続で.260台だった打率を上昇させた。走塁面では20盗塁を決め、3年連続20盗塁以上を決めた。守備成績は、2失策・守備率.992と堅実さは健在だったが、DRSは - 5まで低下した。

### ロイヤルズ時代
2008年11月19日にラモン・ラミレスとのトレードで、カンザスシティ・ロイヤルズへ移籍した。
2009年5月に肩を故障して故障者リスト入りし、その後手術を受けた為、49試合の出場に留まり打率.228・3本塁打・14打点という成績に終わった。しかし盗塁の生産ペースがアップし、13盗塁を決めた。守備面では49試合で中堅手を守って3失策を犯し、エラーのペースが早かったが、DRSは + 5を記録して2年ぶりにプラスに転じた。

### アスレチックス時代
2009年12月20日にオークランド・アスレチックスと1年契約で合意し、同月23日に正式契約を結んだ。
2010年は左手の小指の骨折、肋間筋の炎症などで故障者リスト入りを繰り返し、75試合の出場に留まった。しかし打率.279・8本塁打・38打点という打撃成績をマークしたほか、シーズン半分以下の出場試合数で自己最多（当時）の32盗塁を決めた。守備面でも、73試合のセンター守備でDRS + 7を記録し、走攻守全てにおいて一定の貢献を見せた。アスレチックスは翌年の契約オプションを行使し、残留が決まった。
2011年は、故障から復活して136試合に出場し、3年ぶりに規定打席に到達した。持ち前のスピードでは49盗塁をマークし、ヤンキースのブレット・ガードナーとタイで自身初の個人タイトルとなる盗塁王に輝いた。10月30日にFAとなった。
2012年1月5日にアスレチックスと総額1300万ドルの2年契約（2014年のオプション付）に合意した。同年は120試合に出場し、打率.259・11本塁打・46打点という打撃成績を残し、7年ぶりに二桁本塁打をクリアした。また、3年連続30盗塁以上となる39盗塁をマークした。守備では、キューバから亡命で加入したヨエニス・セスペデスに中堅手を譲った時期があったが、クリスプはこれに不満を示し、実際にクリスプの方が守備力が高かった為、中堅手に戻ることが出来た。
2013年は、打球をスタンドに叩き込むパワーが一気に増し、自己最多となる22本塁打を放った。また、21盗塁を決めた事でメジャー11年目のシーズンにして「20本塁打・20盗塁」を同時達成した。守備では、例年にも増して高い能力を示し、110試合の中堅守備で無失策・DRSは + 6であった。オフの11月1日に球団が2014年シーズン・750万ドルのオプションを行使した。
2014年2月7日にアスレチックスと総額2275万ドルの2年契約（2017年のオプション付き）に合意した。この年は攻守両面で不振に陥り、打率.250・20盗塁に届かなかった。ほぼ毎年 + だったDRSも - 17まで急落した。
2015年4月2日に骨棘と右肘の骨片を取り除く手術を3日に行い、6週間から8週間離脱する事が発表された。その為、44試合の出場で打率.175に留まり、不振だった。走塁面では盗塁を2つ決め、通算300盗塁に王手をかけた。守備面では37試合で左翼手を守り、無失策・DRS + 1と抜群の安定感を見せた。
2016年は、センターとレフトを守り分けながら、レギュラー格で102試合に出場。打率.234・11本塁打・47打点・7盗塁・OPS0.698という成績で、通算300盗塁を達成したが、全体的に打撃低調だった。守備面では58試合でレフトを守り、3失策（守備率.967）ながらDRS + 2をマーク。しかし、センターの守備は非常に不安定で、36試合で無失策ながらDRS - 11を記録した。

### インディアンス復帰
2016年8月30日にコルト・ハインズ + 金銭とのトレードで、インディアンスに移籍。実に11年ぶりの古巣復帰を果たした。久々の古巣では20試合に出場したが、打率.208・2本塁打・8打点・3盗塁と、移籍前よりも不振になった。守りに就いたのはレフトのみ（13試合）で、無失策・DRS - 1を記録。アスレチックスとの合算では、122試合に出場で打率.231・13本塁打・55打点・10盗塁OPS0.698という内容だった。オフの11月3日にFAとなった。

### 引退後
2016年を最後に公式戦出場は無く、2017年はシャドウヒルズ高等学校のコーチを務め、2019年には不定期で古巣アスレチックス専属の野球解説を務めている。

## 選手としての特徴・人物
愛称の「ココ」はケロッグ社のシリアル食品「Cocoa Krispies」にちなんで少年時代につけられたもので、AA級時代から登録名でも「ココ」となっている。
バッティンググローブを使用しない数少ない選手の一人である。
指をヒラヒラさせながらタイミングを取る個性的な打撃フォーム。俊足で守備力は高い。
野球以外では、ラッパーとしての顔も持つ。

## 詳細情報

### 年度別打撃成績
| 年 度     | 球 団     | 試 合 | 打 席 | 打 数 | 得 点 | 安 打 | 二 塁 打 | 三 塁 打 | 本 塁 打 | 塁 打 | 打 点 | 盗 塁 | 盗 塁 死 | 犠 打 | 犠 飛 | 四 球 | 敬 遠 | 死 球 | 三 振 | 併 殺 打 | 打 率 | 出 塁 率 | 長 打 率 | O P S |
| --------- | --------- | ----- | ----- | ----- | ----- | ----- | -------- | -------- | -------- | ----- | ----- | ----- | -------- | ----- | ----- | ----- | ----- | ----- | ----- | -------- | ----- | -------- | -------- | ----- |
| 2002      | CLE       | 32    | 143   | 127   | 16    | 33    | 9        | 2        | 1        | 49    | 9     | 4     | 1        | 3     | 2     | 11    | 0     | 0     | 19    | 0        | .260  | .314     | .386     | .700  |
| 2003      | CLE       | 99    | 447   | 414   | 55    | 110   | 15       | 6        | 3        | 146   | 27    | 15    | 9        | 7     | 3     | 23    | 1     | 0     | 51    | 4        | .266  | .302     | .353     | .655  |
| 2004      | CLE       | 139   | 538   | 491   | 78    | 146   | 24       | 2        | 15       | 219   | 71    | 20    | 13       | 9     | 2     | 36    | 4     | 0     | 69    | 8        | .297  | .344     | .446     | .790  |
| 2005      | CLE       | 145   | 656   | 594   | 86    | 178   | 42       | 4        | 16       | 276   | 69    | 15    | 6        | 13    | 5     | 44    | 1     | 0     | 81    | 7        | .300  | .345     | .465     | .810  |
| 2006      | BOS       | 105   | 452   | 413   | 58    | 109   | 22       | 2        | 8        | 159   | 36    | 22    | 4        | 7     | 0     | 31    | 1     | 1     | 67    | 5        | .264  | .317     | .385     | .702  |
| 2007      | BOS       | 145   | 591   | 526   | 85    | 141   | 28       | 7        | 6        | 201   | 60    | 28    | 6        | 9     | 5     | 50    | 1     | 1     | 84    | 12       | .268  | .330     | .382     | .712  |
| 2008      | BOS       | 118   | 409   | 361   | 55    | 102   | 18       | 3        | 7        | 147   | 41    | 20    | 7        | 8     | 4     | 35    | 0     | 1     | 59    | 6        | .283  | .344     | .407     | .751  |
| 2009      | KC        | 49    | 215   | 180   | 30    | 41    | 8        | 5        | 3        | 68    | 14    | 13    | 2        | 4     | 1     | 29    | 1     | 1     | 23    | 4        | .228  | .336     | .378     | .714  |
| 2010      | OAK       | 75    | 328   | 290   | 51    | 81    | 14       | 4        | 8        | 127   | 38    | 32    | 3        | 3     | 5     | 30    | 0     | 0     | 49    | 6        | .279  | .342     | .438     | .779  |
| 2011      | OAK       | 136   | 583   | 531   | 69    | 140   | 27       | 5        | 8        | 201   | 54    | 49    | 9        | 4     | 6     | 41    | 2     | 1     | 65    | 11       | .264  | .314     | .379     | .693  |
| 2012      | OAK       | 120   | 508   | 455   | 68    | 118   | 25       | 7        | 11       | 190   | 46    | 39    | 4        | 6     | 2     | 45    | 0     | 0     | 64    | 9        | .259  | .325     | .418     | .742  |
| 2013      | OAK       | 131   | 584   | 513   | 93    | 134   | 22       | 3        | 22       | 228   | 66    | 21    | 5        | 2     | 8     | 61    | 3     | 0     | 65    | 7        | .261  | .335     | .444     | .779  |
| 2014      | OAK       | 126   | 536   | 463   | 68    | 114   | 21       | 3        | 9        | 168   | 47    | 19    | 5        | 1     | 6     | 66    | 2     | 0     | 66    | 3        | .246  | .333     | .363     | .669  |
| 2015      | OAK       | 44    | 139   | 126   | 11    | 22    | 6        | 0        | 0        | 28    | 6     | 2     | 0        | 0     | 0     | 13    | 0     | 0     | 25    | 2        | .175  | .252     | .222     | .474  |
| 2016      | OAK       | 102   | 434   | 393   | 45    | 92    | 24       | 4        | 11       | 157   | 47    | 7     | 5        | 2     | 2     | 37    | 2     | 0     | 65    | 6        | .234  | .299     | .399     | .698  |
| 2016      | CLE       | 20    | 64    | 53    | 9     | 11    | 3        | 0        | 2        | 20    | 8     | 3     | 0        | 2     | 0     | 9     | 0     | 0     | 13    | 1        | .208  | .323     | .377     | .700  |
| '16計     | CLE       | 122   | 498   | 446   | 54    | 103   | 27       | 4        | 13       | 177   | 55    | 10    | 5        | 4     | 2     | 46    | 2     | 0     | 78    | 7        | .231  | .302     | .397     | .698  |
| MLB：15年 | MLB：15年 | 1586  | 6627  | 5930  | 877   | 1572  | 308      | 57       | 130      | 2384  | 639   | 309   | 79       | 80    | 51    | 561   | 18    | 5     | 865   | 91       | .265  | .327     | .402     | .729  |

- 各年度の太字はリーグ最高

### タイトル
- 盗塁王:1回（2011年）

### 背番号
- 10 （2002年 - 2008年）
- 2 （2009年）
- 4 （2010年 - 2016年）